# It Would Take a Strong Strong Man
Az It Would Take a Strong Strong Man című dal Rick Astley kislemeze a több millió példányszámban elkelt debütáló albumról. A dal a Billboard 100-as lista 10. helyén végzett. A kislemez nem jelent meg az Egyesült Királyságban, és Európa egyes országaiban sem.

## Megjelenések
7"  UK RCA – 8663-7-R
- A	It Would Take A Strong Strong Man 3:39 Producer, Written-By – Stock/Aitken/Waterman
- B	You Move Me 3:40 Producer – Daize Washbourn,  Written-By – R. Astley

## Slágerlista
| Slágerlista (1988)                           | Helyezés pozíció |
| -------------------------------------------- | ---------------- |
| Kanada                                       | 1                |
| U.S. Billboard Hot 100                       | 10               |
| U.S. Billboard Hot Adult Contemporary Tracks | 1                |
| U.S. Billboard Hot Dance Club Play           | 8                |